# Бней Ноах
Бней Ноах (івр. בְּנֵי נוֹחַ, дос. «Нащадки Ноя», «Ноахіди», також «ноахідізм», англ. noahidism) — юдаїзм, який сповідують неєвреї. Згідно з поглядами юдаїзму, для виконання Божої волі неєвреї не зобов'язані переходити в юдаїзм, однак на них покладається обов'язок дотримання «Семи законів нащадків Ноя».
Формально івритський термін «Бней Ноах» стосується всіх неєвреїв, бо всі люди, згідно з Торою, — нащадки Ноя (до єврейського народу застосовується термін «Бней Ісраель», івр. בְּנֵי יִשְׂרָאֵל). Проте в даний час він все частіше використовується щодо тих неєвреїв, які добровільно приєдналися до Заповіту Ноя і взяли на себе дотримання «Семи заповідей нащадків Ноя» згідно з поняттями юдаїзму.

## Теологічне обґрунтування
Згідно з Торою, все людство є нащадками Ноя (івр. Ноах). Ной і три його сина Сим (Шем), Хам та Яфет (Йефет), а також їхні дружини пережили Всесвітній потоп у Ковчезі, після чого знову почали заселяти Землю. Коли родина Ноаха покинула ковчег, Бог уклав з ними Заповіт. Згідно з Талмудом, цей заповіт містить у собі Сім законів нащадків Ноя. Таким чином, на всіх людей покладено обов'язок їх дотримання, а на єврейський народ, крім того, додаткові обов'язки, прийняті після дарування Тори на горі Синай.
Концепція Бней Ноах — це не нова релігія, а повністю ортодоксальний юдаїзм, в його практикуванні не-євреями.
З точки зору юдаїзму, дотримання Семи законів є найбільш прийнятною лінією поведінки для неєврея. Згідно з думкою, висловленою в Талмуді і підтриманою Рамбамом і багатьма іншими авторитетами, представникам інших народів, свідомо дотримуються цих законів у силу їх божественного походження, уготовано місце в світі Прийдешньому (івр. עוֹלָם הַבָּא, Олам а-ба) поряд з євреями, які дотримувались 613 заповідей. У раввіністичний літературі до таких неєвреїв застосовується термін «праведники народів світу» (івр. חֲסִידֵי אֻמּוֹת הָעוֹלָם, «хасидей уммот а-олам»; не слід плутати з почесним званням, яке присуджується інститутом Яд ва-Шем).
З точки зору єврейської традиції, в майбутньому все людство буде дотримуватися монотеїзму ТаНаХа, і в цьому вони будуть єдині з євреями, як сказано в пророцтві Цфанії «Бо тоді уста чисті наро́дам Я дам, щоб усі вони кликали Йме́ння Господнє, щоб раме́ном одним послужити Йому́.» (Соф 3:9). Таким чином Заповіт, укладений Б-гом з євреями, повинен поступово поширюватись на все людство. Неєвреї при цьому будуть «праведними неєвреями», тобто для приєднання до Заповіту з Богом вони зовсім не зобов'язані переходити в юдаїзм, тобто здійснювати гіюр (однак ті, хто захоче, може це зробити).
Видатний мислитель юдаїзму, великий Маймонід зібрав всі сучасні йому талмудичні і галахічні рішення, що стосуються цих заповідей, і представив їх зі своїми коментарями в розділі «Закони царів і воєн» своєї фундаментальної праці Мішне Тора.

## Сім законів нащадків Ноя
Згідно з поданням юдаїзму, Бог дав людству через Ноя такі заповіді:
1. Заборона ідолопоклонства — єдинобожжя, заборона служіння чужим богам
2. Заборона богохульства — шанування Бога
3. Заборона навмисного вбивства — повага до людського життя
4. Заборона на грабіж і киднепинг — повагу до майна ближнього
5. Заборона розпусти: заборона на інцест, заборона зв'язку з одруженою жінкою, заборона гомосексуальних зв'язків та зоофілії.
6. Заборона вживання в їжу плоті, відрізаної від живої тварини — повага до живих істот (включаючи людину)
7. Обов'язок створити справедливу судову систему і зрозумілі закони, а також забезпечити рівність всіх перед законом.

У кожній з цих заповідей є чимало деталей і подробиць. Крім того, існують додаткові закони, які наведені в Талмуді як обов'язкові для народів світу на основі аналізу тексту Письмовій Тори чи переказу. Вони у своїй більшості є предметом дискусій єврейських мудреців. Серед них — заборони схрещування тварин і дерев, кастрування людей і тварин, чаклунства,   обов'язки благодійності, народження дітей, поваги до батьків.
Закони нащадків Ноя не були достатньо детально розроблені протягом історії через їх малу затребуваність. Лише в останні роки багато питань, пов'язаних з законами нащадків Ноаха, стали темою інтенсивних обговорень.

## Сучасний рух
Першим ініціатором створення руху Бней Ноах в нові часи був рав Бенамозег Еліягу наприкінці XIX століття, але реально це рух почався в останній чверті XX століття у зв'язку зі зміною всіх уявлень народів світу про євреїв і юдаїзмі (і різко зрослим інтересом до нього), яке відбулося після створення Держави Ізраїль і, особливо, після Шестиденної війни 1967 року, просунувши Ізраїль в напрямку «Біблійної держави».
В результаті поширення ідей юдаїзму, особливо в США, утворився громадський рух, що об'єднує людей, які бажають дотримуватися наведених вище законів у відповідності з вченням юдаїзму.
Ортодоксальний юдаїзм забороняє пропаганду переходу в юдаїзм, проте вважається, що єврейський народ зобов'язаний допомагати у поширенні Законів нащадків Ноя серед народів світу.
В даний час в світі існують громади нащадків Ноя (загальною чисельністю у кілька десятків тисяч чоловік), часто пов'язані з місцевими єврейськими громадами. Був створений ряд організацій, що координують дії цих громад і зміцнюють зв'язок між ними та єврейською громадою. Основними є United Noahide Academies, High Council of B’nei Noah, а також United Noahide Council.
В Ізраїлі під керівництвом рава Урі Шерки створено «Брит Олам — Всесвітній Ноахидский Центр» [Архівовано 20 жовтня 2017 у Wayback Machine.], дотримується розширювального підходу до можливостей повноцінного підключення Бней Ноах до юдаїзму у всіх аспектах, за виключенням заповідей носіння тфіліну, мезузи та Сефер Тора.
Працює організація United Noahide Academies, близька до High Council of B'c nei Noah, а також United Noahide Council.
В американському та англомовному суспільстві взагалі це рух поширений набагато більш широко.
В останні роки під керівництвом ортодоксальних рабинів був розроблений молитовник для неєвреїв, а також було видано низку публікацій, присвячених подробицям дотримання заповідей.

### В Україні
В Україні існує декілька громад ноахідів: у Донецьку (до окупації), у Києві (збирається у Галицькій синагозі), у Нікополі Дніпропетровської області, в Іршаві (закарпатська громада налічує близько 100 родин і розосереджена також по декількох селах, зокрема у Дешковиці), в Дніпрі, і у Харкові (збираються як у синагозі ХаБаД, так і у незалежному колелі), і у Гадячі в центрі хасидизму "Адмор Азакен".

## Дві концепції «Бней Ноах» в сучасному юдаїзмі
В юдаїзмі сьогодні існують дві різні концепції «Бней Ноах»:
1. «Рух „Бней Ноах“ полягає в дотриманні тільки 7 заповідей, решта заповідей юдаїзму не відносяться до них», — така точка зору Хабада і деяких інших напрямів. Це означає, що «Бней Ноах» не можуть дотримуватися Суботи, вивчати Тору (крім 7 Заповідей) і т. д.
2. «Рух „Бней Ноах“ полягає в повному приєднання до юдаїзму як релігії, без того щоб стати частиною єврейського народу (і тому без здійснення гіюру), але з тим, щоб вчитися у євреїв і разом просувати світ». Після того, як «Бней Ноах» беруть на себе обов'язкові 7 заповідей, вони можуть за бажанням здійснювати інші єврейські заповіді, у тому числі вивчення Тори, дотримання Суботи, святкування єврейських свят і т. д. Такої точки зору дотримуються, наприклад, рави Йоель Шварц і Урі Шерки[9].

Відповідно до першого з наведених підходів відповідь на питання «чи Може неєврей дотримуватися суботу і вивчати Тору?» негативна, а згідно з другим — позитивна.
Маймонід у своїх книгах в одному місці пише «гой не повинен дотримуватися Суботу і вивчати Тору», а в іншому — «якщо Бен Ноах хоче дотримуватися інші заповіді, крім 7 базових заповідей „Бней Ноах“, то він одержує за них нагороду з Неба, і ми (євреї) повинні підтримувати його в цьому». Багато цитують першу фразу з Маймоніда, не знаючи про другий. Рав Урі Шерки (і рабинський рада організації Брит Олам) пояснюють це протиріччя у Маймоніда тим, що «гой» і «Бен Ноах» — це різні галахічні терміни. «Гой» — це неєврей, який ще не прийняв на себе заповіді «Бней Ноах», але якщо він вже прийняв ці заповіді, — то він перестав бути «гой» і став «Бен Ноах», і може дотримуватися подальші заповіді, в тому числі дотримуватися суботу і вчити Тору.

### Громади Ноахидів в англомовному світі
- Noahide community of the United Kingdom [Архівовано 14 жовтня 2016 у Wayback Machine.]
- List of Noahide communities
- Noahide community of Oklahoma [Архівовано 7 листопада 2017 у Wayback Machine.]
- Noahide community of Texas
- Noahide community of North Virginia
- New York, NY Center [Архівовано 21 квітня 2022 у Wayback Machine.]
- Bnai Noah of Toronto [Архівовано 4 листопада 2017 у Wayback Machine.]
- Virtual Bnai Noah Community [Архівовано 27 серпня 2013 у Wayback Machine.]